# Westerland (film)
Westerland è un film del 2012 diretto da Tim Staffel e tratto dal suo romanzo Jesús und Muhammed.

## Trama
Isola di Sylt. In pieno inverno, Cem, impiegato del dipartimento sanitario dell'isola, incontra Jesus, vagabondo in cerca del suo posto nel mondo. I due iniziano una bellissima storia d'amore.